# 内藤圭佑
内藤 圭佑（ないとう けいすけ、1987年8月11日 - ）は、広島県広島市出身のサッカー選手。ポジションはGK。

## 来歴
広島・広陵高校の出身の選手としては初のJリーガーとなる。同級生にはプロ野球選手の藤川俊介がいる。
2008年に国士舘大学が天皇杯で4回戦進出した際のメンバーである（4回戦の鹿島アントラーズ戦はリザーブメンバー）。大学では柏好文と同期。
卒業後はカターレ富山に入団。2010年途中に安間貴義監督が就任すると起用され、第31節の札幌戦で初出場したが、ゴールエリアから大きく蹴り出す際に、詰めて来た相手FW内村圭宏に当ててしまい失点するという苦いデビューとなった。翌第32節の北九州戦で初勝利を経験。2011年より、前年に引退した中川雄二の背番号1を引き継いだ。シーズン序盤戦は正GKとしてプレーしたが、チームの状態があまり良くなかったこともあり、中盤戦からは飯田健巳にレギュラーを奪われた。終盤戦は鶴田達也が故障より復帰したためベンチ入りメンバーからも外れてしまった。
2012年、ザスパ草津へ完全移籍。しかし、北一真の控えに甘んじて2試合の出場に終わった。2013年は自身初の開幕スタメンを勝ち取り、開幕から4戦無敗と好スタートを切ったが、初黒星を喫した第5節ヴィッセル神戸戦（1-4）と第6節栃木SC戦（0-3）の2試合で計7失点を喫し北にその座を奪われる。その北もスタメンに復帰してから4戦全敗に終わりチームとしても6連敗となったため再びレギュラーに戻った。だが、目立った活躍はできずに再びベンチへ逆戻りとなり、結局最後までその座を奪い返せなかった。
2014年も北の控えとしてスタートしたが、第7節水戸ホーリーホック戦よりスタメンを任された。しかし、その試合も含めてチームは6連敗を喫するなど低空飛行を続け、中盤以降は富居大樹にポジションを奪われ第3GKに降格した。11月25日、群馬の公式サイトで契約満了が発表された。
2015年、FC町田ゼルビアへ移籍。だが、高原寿康の後塵を拝し、公式戦出場なしに終わった。
2016年12月17日、東京ヴェルディへの完全移籍が発表された。2017年シーズンは、柴崎貴広に次ぐ第2GKの扱いとなり天皇杯1試合のみの出場に留まったため、シーズン終了後に契約満了で退団。同年12月に行われたJリーグ合同トライアウトに出場した。
2019年より、エブリサ藤沢ユナイテッドに加入した。
2020年、YOKOHAMA FIFTY CLUBへ移籍。

## 所属クラブ
- 安芸FC
- 広島広陵高校
- 2006年 - 2009年 国士舘大学
- 2010年 - 2011年  カターレ富山
- 2012年 - 2014年  ザスパ草津/ザスパクサツ群馬
- 2015年 - 2016年  FC町田ゼルビア
- 2017年  東京ヴェルディ1969
- 2019年  エブリサ藤沢ユナイテッド
- 2020年 -   YOKOHAMA FIFTY CLUB

## 個人成績
| 国内大会個人成績 | 国内大会個人成績 | 国内大会個人成績 | 国内大会個人成績      | 国内大会個人成績 | 国内大会個人成績 | 国内大会個人成績 | 国内大会個人成績 | 国内大会個人成績 | 国内大会個人成績 | 国内大会個人成績 | 国内大会個人成績 |
| 年度             | クラブ           | 背番号           | リーグ                | リーグ戦         | リーグ戦         | リーグ杯         | リーグ杯         | オープン杯       | オープン杯       | 期間通算         | 期間通算         |
| 年度             | クラブ           | 背番号           | リーグ                | 出場             | 得点             | 出場             | 得点             | 出場             | 得点             | 出場             | 得点             |
| 日本             | 日本             | 日本             | 日本                  | リーグ戦         | リーグ戦         | リーグ杯         | リーグ杯         | 天皇杯           | 天皇杯           | 期間通算         | 期間通算         |
| ---------------- | ---------------- | ---------------- | --------------------- | ---------------- | ---------------- | ---------------- | ---------------- | ---------------- | ---------------- | ---------------- | ---------------- |
| 2008             | 国士大           | 1                | -                     | -                | -                | -                | -                | 3                | 0                | 3                | 0                |
| 2010             | 富山             | 21               | J2                    | 3                | 0                | -                | -                | 0                | 0                | 3                | 0                |
| 2011             | 富山             | 1                | J2                    | 14               | 0                | -                | -                | 0                | 0                | 14               | 0                |
| 2012             | 草津/群馬        | 1                | J2                    | 2                | 0                | -                | -                | 1                | 0                | 3                | 0                |
| 2013             | 草津/群馬        | 1                | J2                    | 10               | 0                | -                | -                | 1                | 0                | 11               | 0                |
| 2014             | 草津/群馬        | 1                | J2                    | 14               | 0                | -                | -                | 0                | 0                | 14               | 0                |
| 2015             | 町田             | 1                | J3                    | 0                | 0                | -                | -                | 4                | 0                | 4                | 0                |
| 2016             | 町田             | 1                | J2                    | 0                | 0                | -                | -                | 1                | 0                | 1                | 0                |
| 2017             | 東京V            | 34               | J2                    | 0                | 0                | -                | -                | 1                | 0                | 1                | 0                |
| 2019             | E藤沢            | 34               | 神奈川県3部SAブロック |                  |                  | -                | -                | -                | -                |                  |                  |
| 2020             | FIFTY            | 34               | 神奈川県1部           |                  |                  | -                | -                | -                | -                |                  |                  |
| 通算             | 日本             | 日本             | J2                    | 43               | 0                | -                | -                | 4                | 0                | 47               | 0                |
| 通算             | 日本             | 日本             | J3                    | 0                | 0                | -                | -                | 4                | 0                | 4                | 0                |
| 通算             | 日本             | 日本             | 神奈川県1部           |                  |                  | -                | -                | -                | -                |                  |                  |
| 通算             | 日本             | 日本             | 神奈川県3部SAブロック |                  |                  | -                | -                | -                | -                |                  |                  |
| 通算             | 日本             | 日本             | 他                    | -                | -                | -                | -                | 3                | 0                | 3                | 0                |
| 総通算           | 総通算           | 総通算           | 総通算                | 43               | 0                | 0                | 0                | 11               | 0                | 54               | 0                |

- Jリーグ初出場 - 2010年10月24日 J2 第31節 対コンサドーレ札幌戦 (富山)

その他の公式戦
- 2015年
  - 東京都サッカートーナメント 3試合0得点